# Domjean
Domjean é uma comuna francesa na região administrativa da Normandia, no departamento da Mancha. Estende-se por uma área de 16,57 km². Em 2010 a comuna tinha 1 039 habitantes (densidade: 62,7 hab./km²).